# Spirito Santo nell'Antico Testamento
Lo Spirito Santo è, secondo la religione cristiana ed islamica, lo spirito di Dio.
Il nome «Spirito» traduce il termine ebraico רוח ("ruah") che, nel suo senso primario significa "soffio", "aria", "vento", "respiro".
Si tenga presente che secondo l'Ebraismo nel Tanakh non vi è alcun riferimento ad un supposto "spirito santo" la cui corrispondente locuzione biblica è sempre stata tradotta ed interpretata in ambito ebraico semplicemente come "ispirazione profetica" e Profezia. Ruah HaKodesh letteralmente significa "vento santo" o "ispirazione santa".
Nemmeno l'Islam condivide l'interpretazione cristiana circa lo spirito santo essendo esso, come l'ebraismo, una religione monoteista pura; rifiutano entrambi, invece, qualsiasi cedimento alla nozione assolutamente unitaria di D-io.

## Prima della creazione
Un primo accenno allo Spirito è, secondo la dottrina cristiana, nell'inno a Dio creatore, che apre il libro della Genesi: 
 in cui si afferma che lo spirito era presente prima della creazione del mondo.
Nel libro dei Proverbi la Sapienza di Dio dice di essere stata creata da Dio come inizio della sua attività, prima di ogni sua opera:
prima di ogni sua opera, fin d’allora.

Dall’eternità sono stata costituita,

fin dal principio, dagli inizi della terra.

Quando non esistevano gli abissi, io fui generata;

quando ancora non vi erano le sorgenti cariche d’acqua;

prima che fossero fissate le basi dei monti,

prima delle colline, io sono stata generata.

Quando ancora non aveva fatto la terra e i campi,

né le prime zolle del mondo;

quando egli fissava i cieli, io era là;

quando tracciava un cerchio sull’abisso;

quando condensava le nubi in alto,

quando fissava le sorgenti dell’abisso;

quando stabiliva al mare i suoi limiti,

sicché le acque non ne oltrepassassero la spiaggia;

quando disponeva le fondamenta della terra,

allora io ero con lui come architetto

ed ero la sua delizia ogni giorno,

mi rallegravo davanti a lui in ogni istante;

mi ricreavo sul globo terrestre,

## Funzione creante

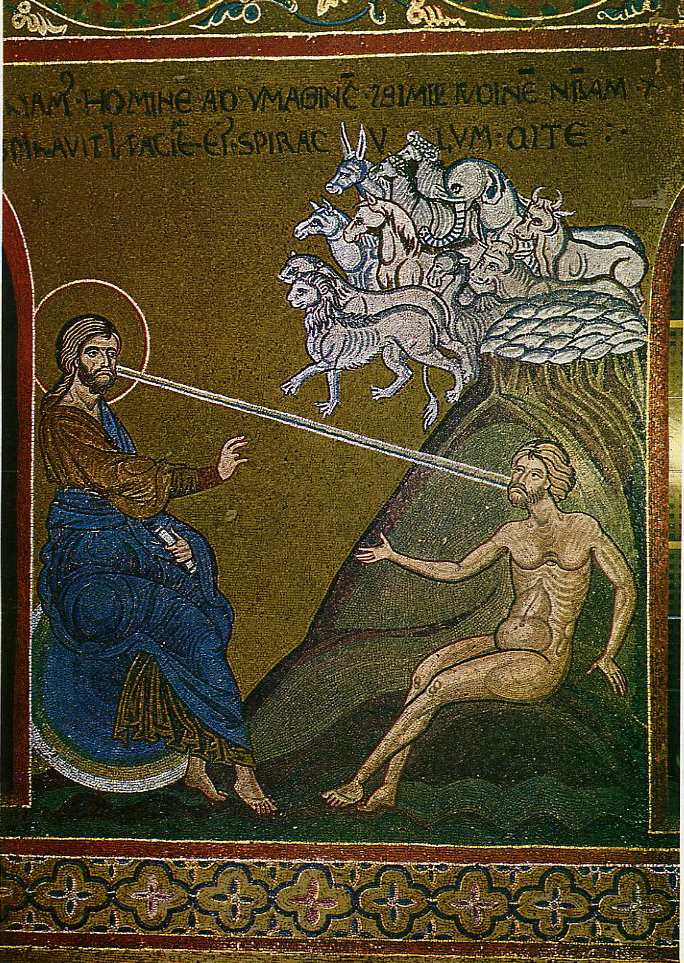
Creazione di Adamo, mosaico bizantino nel Duomo di Monreale

Lo spirito è partecipe alla Creazione: 
 
In questo passo, spirito traduce il termine ebraico respiro. Il racconto della Creazione è considerato dagli ebrei e dalla maggioranza delle confessioni cristiane una rappresentazione simbolica che esprime come il desiderio di Dio fosse alla base della creazione. Nel linguaggio dell'Antico Testamento, Dio è spesso raffigurato con le qualità tipiche di un re, perciò il concetto di volontà è associato a quello di parola o respiro, poiché attraverso una parola di comando il re ottiene ciò che desidera. Questa interpretazione si appoggia su altri passi biblici, quale ad esempio nel Salmo 32(33),6: 

## Funzione generante
Secondo le Scritture, il soffio vitale e vivificante di Dio non è limitato alla Creazione, ma opera continuamente nel creato. Questa funzione è espressa per esempio nel Salmo 103(104), 30:

## Funzione conducente
Nell'Antico Testamento allo spirito di Dio è attribuita inoltre la funzione di guida del suo popolo, Israele, soprattutto nelle grandi svolte. Alcuni esempi:
- Nel periodo dei giudici, Dio faceva scendere il suo Spirito su uomini deboli e li trasformava in guide carismatiche. Ad esempio Gedeone, Iefte, Sansone.

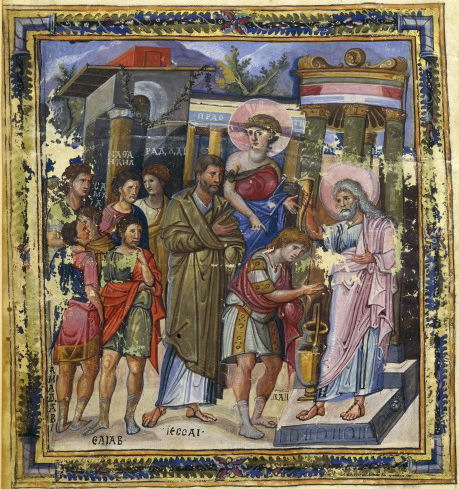
Unzione di Davide

- Nei racconti biblici riguardo al periodo del regno di Israele, lo spirito di Dio è spesso citato come causa prima della stabilità del regno. Ad esempio,  al riguardo dell'episodio della consacrazione regale di Davide, la Scrittura dice:

- Esso è inoltre visto come sorgente di saggezza, Davide chiede in preghiera aspirasse di ottenere tale guida dallo spirito di Dio: Salmo 142(143), 10:

- Nel periodo dell'esilio babilonese e in quello successivo, la storia d'Israele viene riletta come un lungo dialogo tra Dio e il popolo eletto

Nel Libro dell'Esodo sono riportate le vicende di Mosè e del popolo ebraico in fuga dall'Egitto. In tale libro, la presenza di Dio è identificata con la nube, attraverso la quale l'uomo può accedere alla divinità. Alcuni esempi di passaggi in cui questo concetto è espresso sono:

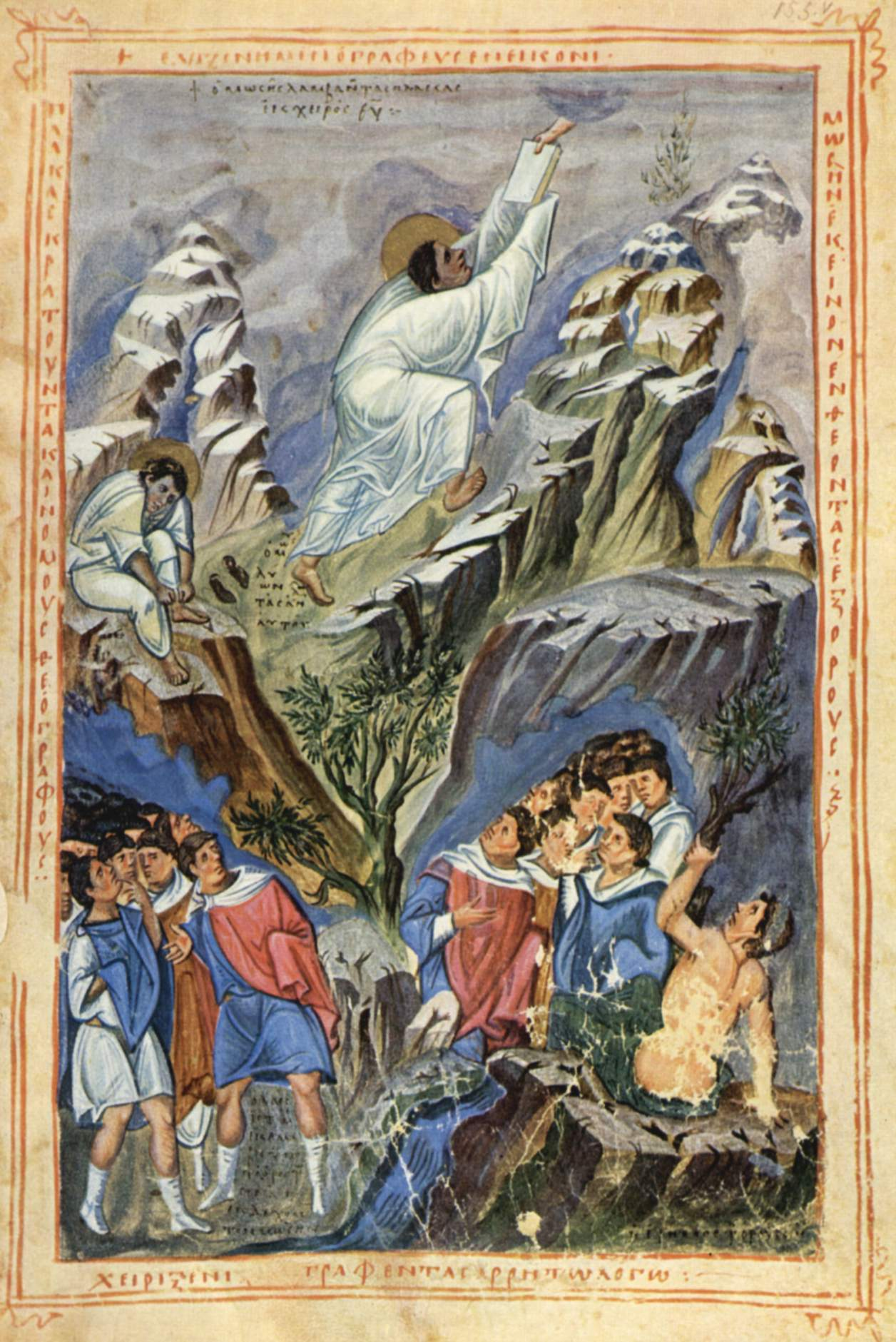
Mosè riceve le tavole della legge

La nube è quindi simbolo della presenza Divina a cui l'uomo può accedere e grazie alla quale viene trasmesso spirito: 
Lo Spirito Santo è la Luce della Rivelazione della presenza divina concessa all'uomo da Dio favorito.
Lo Shemà, una delle principali preghiere del popolo d'Israele, elenca i benefici che Israele otterrà se osserverà la Torah:

## Dimensione Messianica
L'Antico Testamento contiene l'annuncio messianico. 
- Nel Libro di Ezechiele, il profeta riporta la promessa del dono dello spirito di Dio:

- Nel Libro di Gioele le conseguenze di tale dono sono indicate e tale promessa non è più limitata al solo popolo ebraico: